# Бојана Срдановић
Бојана Срдановић (Нови Сад, 21. август 2008) српска је певачица.
Потиче из музичке породице, бави се певањем од своје пете године, иде у основну музичку школу "Јосип Славенски", потом у средњу музичку школу "Исидор Бајић" и учествује на бројним дечјим фестивалима на којима осваја награде.
Добија награду Светске асоцијације фестивала у Северној Македонији где је представљала Србију. Године 2023. и 2024. представљала је град Нови Сад на фестивалима Ритам Европе и Србија у ритму Европе. Наступила је на Тамбурица фесту уз пратњу Великог тамбурашког оркестра РТВ Војводине.
Пореде је са Наташом Беквалац, која је њена менторка у такмичењу IDJ Show 2024. године.

## Дискографија

### Фестивалске песме
- Ко чоколада (2013)
- Да љубав кружи (2017)
- Хоћу да волим (2018)
- Ти и ја (2019)
- Док срце куца (2019)
- Пази, пази (2019)
- Колико година треба (2020)
- Прамен (2023)

### Синглови
- Мозаик (2024)

### Обраде
- Чувај моје срце (2024)
- Hasta la vista x Олако x Каиро (2024)
- Мора да је љубав са Павлом Васиљевићем (2024)
- Као у сну (2024)